# Filip Řeháček
Filip Řeháček (* 10. června 2002, Brno), přezdívaný Řehy, je český motocyklový závodník, účastník juniorského Mistrovství světa Moto3.
Na podzim roku 2019 podepsal smlouvu s týmem juniorského Mistrovství světa silničních motocyklů Moto3. Španělský tým Laglisse o jezdce projevil zájem pro dlouhodobou spolupráci s cílem dostat českého pilota do Mistrovství světa silničních motocyklů MotoGP.
Od pěti let se věnoval hokeji v klubu VSK Technika Brno, kde začal nejprve jako hráč a později přesedlal na pozici brankáře. Na motorce začal jezdit relativně pozdě, na minibike usedl poprvé až v 11 letech. Motorsport se stal okamžitě jeho vášní. Motorky si vybral sám, dnes je v paddocku Mistrovství světa jedním z mála jezdců, kteří za sebou nemají rodiče – závodníka nebo někoho s motocyklovou minulostí.
Po pěti letech na motorkách různých kubatur – od minibiků přes MiniGP (Honda NSF 100) až po motocykly kategorie PreMoto3 a Moto3 – se probojoval do nejlepší juniorské motocyklové soutěže na světě, Juniorského mistrovství světa Moto3.
Rychle se dostal do evropské i do světové juniorské motocyklové špičky. Nemalou část roku tráví na trénincích ve Španělsku. Spolukomentuje závody MotoGP na Nova Sport, dále příležitostně komentuje závody na Masarykově okruhu v Brně.

## Motoristická kariéra
| Rok  | Dosažený milník                                                                                     |
| ---- | --------------------------------------------------------------------------------------------------- |
| 2013 | Poprvé na motorce                                                                                   |
| 2014 | Seriál MinimotoCUP                                                                                  |
| 2015 | Seriál MinimotoCUP                                                                                  |
| 2016 | Mistrovství Německa ADAC MiniGP Cup                                                                 |
| 2017 | European Talent Cup Moto3/ADAC Northern European Cup Moto3                                          |
| 2018 | European Talent Cup Moto3/Mistrovství Španělska Campeonato de España Cetelem de Velocidad PreMoto 3 |
| 2019 | Juniorské mistrovství světa Moto3                                                                   |

## Dosažené výsledky
| Legenda k tabulce | Legenda k tabulce                                                                       |
| Barva             | Výsledek                                                                                |
| ----------------- | --------------------------------------------------------------------------------------- |
| Zlatá             | Vítěz                                                                                   |
| Stříbrná          | 2. místo                                                                                |
| Bronzová          | 3. místo                                                                                |
| Zelená            | Bodované umístění                                                                       |
| Modrá             | Nebodované umístění                                                                     |
| Modrá             | Dokončil neklasifikován (NC)                                                            |
| Fialová           | Odstoupil (Ret)                                                                         |
| Červená           | Nekvalifikoval se (DNQ)                                                                 |
| Červená           | Nepředkvalifikoval se (DNPQ)                                                            |
| Černá             | Diskvalifikován (DSQ)                                                                   |
| Bílá              | Nestartoval (DNS)                                                                       |
| Bílá              | Závod zrušen (C)                                                                        |
| Světle modrá      | Pouze trénoval (PO)                                                                     |
| Světle modrá      | Páteční testovací jezdec (TD)                                                           |
| Bez barvy         | Netrénoval (DNP)                                                                        |
| Bez barvy         | Vyřazen (EX)                                                                            |
| Bez barvy         | Nepřijel (DNA)                                                                          |
| Bez barvy         | Odvolal účast (WD)                                                                      |
| Bez barvy         | Nezúčastnil se (prázdné)                                                                |
| Označení          | Význam                                                                                  |
| Tučnost           | Pole position                                                                           |
| Kurzíva           | Nejrychlejší kolo                                                                       |
| †                 | Jezdec nedojel do cíle, ale byl klasifikován, protože odjel více než 90 % délky závodu. |
| ‡                 | Byl udělován poloviční počet bodů, protože bylo odjeto méně než 75 % délky závodu.      |
| Horní index       | Umístění bodujících jezdců ve sprintu                                                   |

| Rok   | Třída                | Tým                                    | Továrna   | Závod                                                                    | Umístění                                  |
| ----- | -------------------- | -------------------------------------- | --------- | ------------------------------------------------------------------------ | ----------------------------------------- |
| 2020  | Moto3                | Laglisse                               | Husqvarna | FIM CEV Repsol Junior World Championship Moto3                           |                                           |
| 2019  | Moto3                | IgaX                                   | KTM       | FIM CEV Repsol Junior World Championship Moto3                           |                                           |
| 2018* | PreMoto3             | IgaX                                   | BeOn      | Mistrovství Španělska Campeonato de España Cetelem de Velocidad PreMoto3 | 8. místo                                  |
| 2018  | Moto3 Standard       | IgaX                                   | Honda     | FIM CEV Repsol European Talent Cup Moto3                                 | 2 body                                    |
| 2017  | Moto3 Standard       | IgaX                                   | Honda     | FIM CEV Repsol European Talent Cup Moto3                                 |                                           |
| 2016  | MiniGP               | Malminibike Akademie Masarykova Okruhu | Honda     | Mistrovství České republiky                                              | 3. místo                                  |
| 2016  | MiniGP               | Malminibike Akademie Masarykova Okruhu | Honda     | Mistrovství Slovenska                                                    | 3. místo                                  |
| 2016  | MiniGP               | Malminibike Akademie Masarykova Okruhu | Honda     | ADAC Mini Bike Cup – nejlepší rookies (nováček)                          |                                           |
| 2015  | Minibike/Junior Open | Malminibike Akademie Masarykova Okruhu | Honda     | MinimotoCUP ČR                                                           | 1. místo (2x) 2. místo (2x) 3. místo (2x) |
| 2015  | Minibike/Junior Open | Malminibike Akademie Masarykova Okruhu | Blata     | Vytrvalostní závod Minibike – brněnská „dvouhodinovka“                   | 2. místo                                  |
| 2014  | Minibike/Junior B    | Malminibike Akademie Masarykova Okruhu | Blata     | MinimotoCUP ČR                                                           | 3. místo                                  |

*Jako jeden z pouhých 4 účastníků bodoval v každém z 8 závodů. Historicky nejlepší výsledek českého závodníka v první sezóně.